# Lacs de Badouk

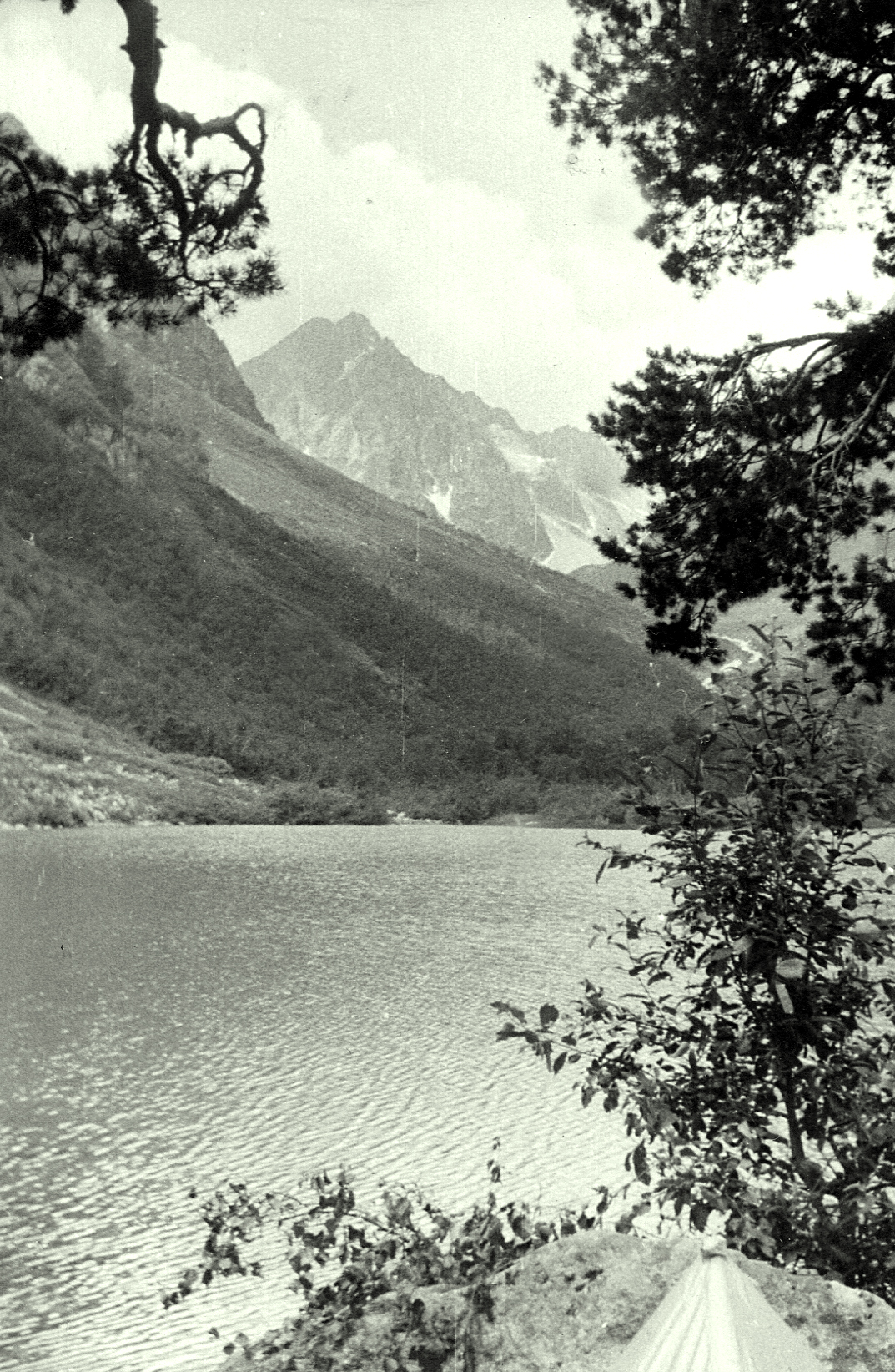
Vue du troisième lac

Les lacs de Badouk, appelés familièrement les Badouki (en russe : Бадукские озёра), forment une succession de trois lacs de montagne en cascade à partir de la rivière Badouk, affluent gauche de la Téberda. 
Ils se trouvent en Russie dans la réserve naturelle de Teberda, située dans le Caucase de l'Ouest en Karatchaïévo-Tcherkessie. Leur âge n'excède pas cent cinquante à deux cents ans.

## Description
Ces trois lacs sont difficilement accessibles aux touristes qui logent à Teberda ou à la station de ski de Dombaï, au pied du Dombaï, car ils sont protégés par les autorités de la réserve naturelle, craignant les déprédations. 
Le premier lac est le plus bas et le plus petit (80 mètres de longueur) et possède une profondeur de 4,5 mètres. La température de l'eau n'excède pas 5 degrés l'été. Le deuxième lac se trouve à 260 mètres du premier. Il mesure 200 mètres de longueur. Le troisième lac est le plus pittoresque et le plus élevé (1 980 m). Il est situé le plus à l'ouest des trois. Sa longueur est de 330 mètres et sa largeur de 200 mètres. Sa profondeur maximale est de 9 mètres. Il est parfois appelé « grand lac de Badouk ». La température de l'eau est de dix degrés l'été. On peut y trouver des truites.

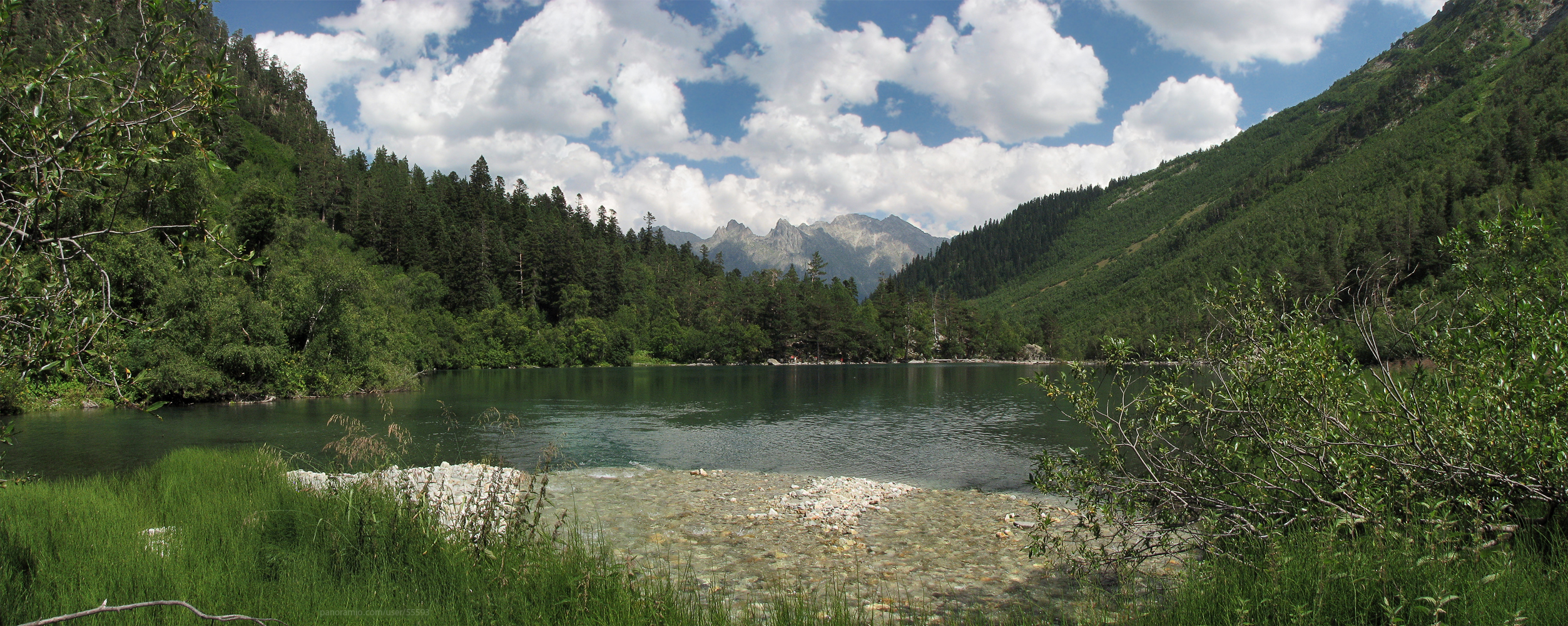
Vue du troisième lac de Badouk, vers l'est